# San Pedro de las Colonias
San Pedro de las Colonias is een stad in de Mexicaanse deelstaat Coahuila. De plaats heeft 43.447 inwoners (census 2005) en is de hoofdplaats van de gemeente San Pedro.
San Pedro de las Colonias werd gesticht in 1870. Het was de woonplaats van Francisco I. Madero de hier De Presidentiële Opvolging van 1910 schreef, en staat dan ook wel bekend als de 'wieg van de Mexicaanse Revolutie'. Bronnen van inkomsten zijn de katoenteelt en de wijnbouw.

## Geboren
- Carlos García (2003), wielrenner